# Trust & Custody Services Bank
Trust & Custody Services Bank,Ltd. — ранее существовавший японский трастовый банк, основанный в 2001 году. Предоставлял трастовые и депозитарные услуги, а также осуществляет управление активами. Наряду с The Master Trust Bank of Japan и Japan Trustee Services Bank являлся одним из трёх крупнейших трастовых банков Японии. В июле 2020 года Trust & Custody Services Bank и Japan Trustee Services Bank были объединены и сформировали Custody Bank of Japan.

## Акционеры
- JTC Holdings (100 %)